# Bivacco Ivrea
Das Bivacco Ivrea ist eine unbewirtschaftete Biwakschachtel der Sektion Ivrea des Club Alpino Italiano (CAI). Es liegt im Nationalpark Gran Paradiso im Piemont im Norden von Italien auf 2770 m s.l.m. südlich des Gran Paradiso. Es wurde 1947 erbaut und diente als Vorlage für zwölf weitere baugleiche Typen. Die Selbstversorgerhütte ist das ganze Jahr über geöffnet und bietet Betten für neun Personen.

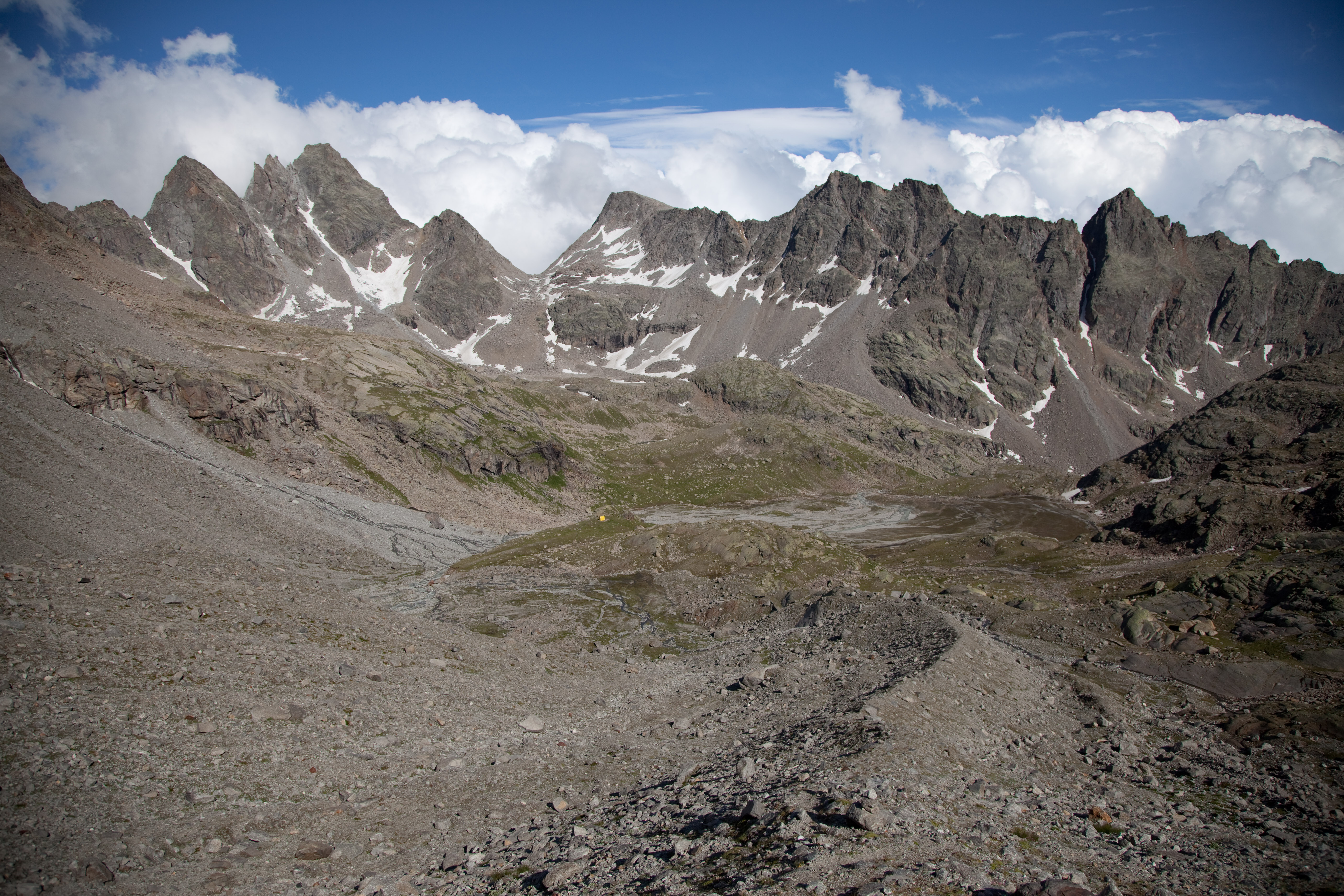
Das Bivacco Ivrea liegt im Zentrum des Bildes

## Zustieg und Touren
Das Biwak ist in etwa sechs Stunden von der Gemeinde Noasca zu erreichen oder in viereinhalb Stunden vom Rifugio Noaschetta. Über den Colle del Gran Paradiso ist ein Übergang zum Rifugio Vittorio Emanuele II möglich.